# Vărșand, Arad
Vărșand (în maghiară Gyulavarsánd, în germană Varschand) este un sat în comuna Pilu din județul Arad, Crișana, România.

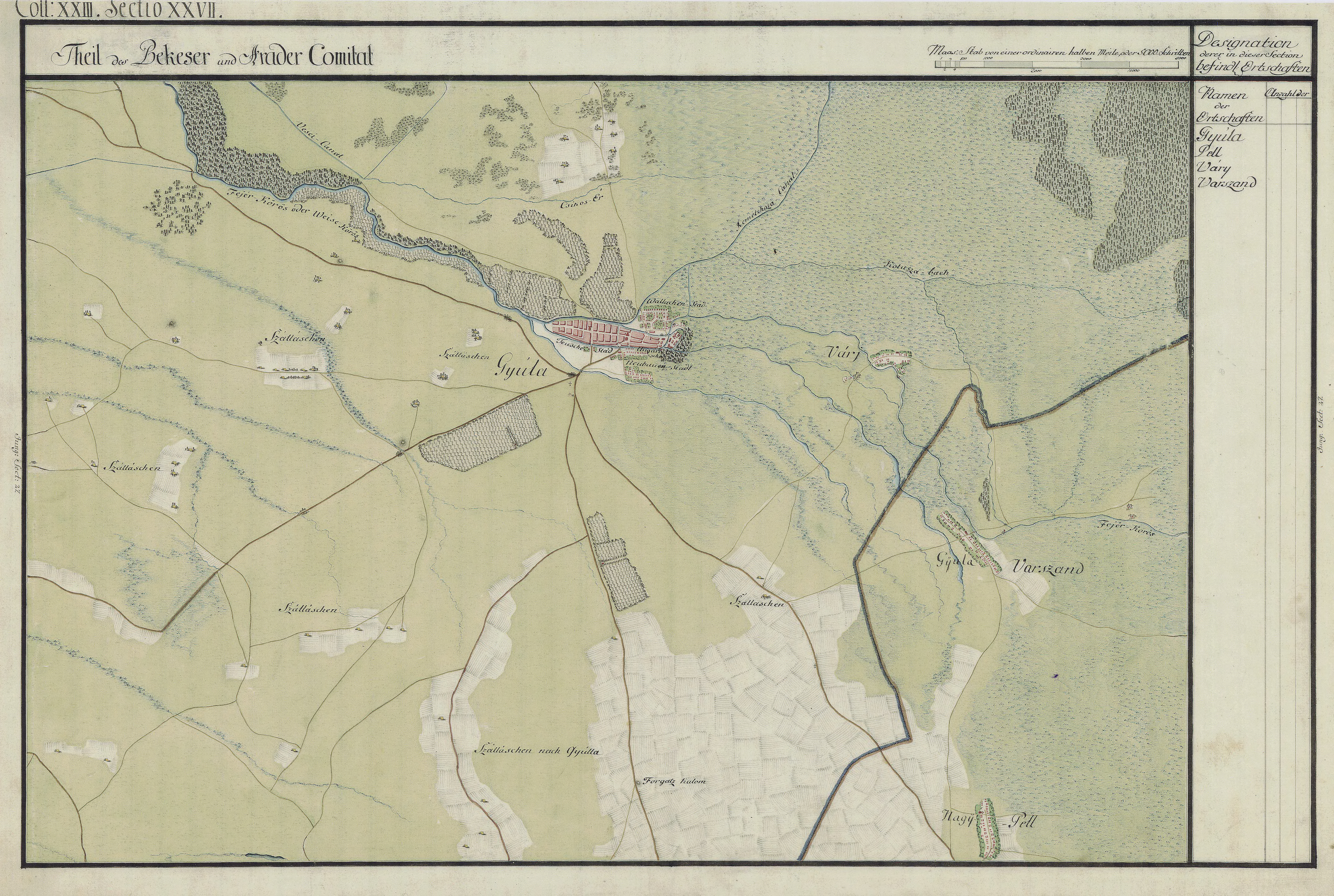
Vărșand în Harta Iozefină a Comitatului Arad, 1782-85